# Тиреотоксический периодический паралич
Тиреотоксический периодический паралич (ТПП) — это состояние, характеризующееся приступами мышечной слабости на фоне гипертиреоза (повышенной активности щитовидной железы). Приступы обычно сопровождаются гипокалиемией (снижение уровня калия в крови). Состояние может быть опасным для жизни, поскольку слабость дыхательных мышц приводит к дыхательной недостаточности, а низкий уровень калия приводит к сердечным аритмиям (нарушениям частоты сердечных сокращений). При отсутствии лечения эти приступы обычно повторяются.
Состояние связано с генетическими мутациями в генах, которые кодируют определённые ионные каналы, транспортирующие электролиты (натрий и калий) через клеточные мембраны. Основными из них являются α1-субъединица кальциевого канала L-типа (Cav1.1) и калиевый внутренний выпрямитель (Kir2.6); поэтому данная болезнь классифицируется как каналопатия. Считается, что аномалия канала приводит к перемещению калия в клетки в условиях высокого уровня тироксина (гормон щитовидной железы), обычно с дополнительным провоцирующим фактором. Лечение гипокалиемии с последующей коррекцией гипертиреоза приводит к полному исчезновению приступов.
ТПП встречается, в основном, у мужчин китайского, японского, вьетнамского, филиппинского и корейского происхождения. ТПП является одной из причин периодического паралича.

## Признаки и симптомы
Приступ часто начинается с мышечной боли, спазмов и скованности. Затем следует слабость или паралич, которые имеют тенденцию к быстрому развитию, обычно поздно вечером или рано утром. Слабость обычно поражает обе половины тела одинаково. Проксимальные мышцы конечностей (в бёдрах и руках) поражаются сильнее, и слабость, как правило, начинается в ногах, прежде чем распространиться на руки. Мышцы рта и горла, глаза и дыхание обычно не поражаются, но иногда слабость дыхательных мышц может вызвать опасную для жизни дыхательную недостаточность. Эти приступы обычно прекращаются в течение от 2 до 72 часов, даже в отсутствие лечения. При неврологическом осмотре во время приступа отмечается вялая слабость конечностей; рефлексы обычно снижены, но сенсорная система не затронута. Психическое состояние не нарушено.
Приступы могут быть вызваны физической нагрузкой, употреблением алкоголя или пищей с высоким содержанием углеводов или соли. Это может объяснить, почему приступы чаще случаются летом, когда люди больше пьют сладкие напитки и тренируются. Припадки, связанные со стрессом, как правило, возникают в период отдыха сразу после физической нагрузки. Возобновление физических усилий может быть рекомендовано для купирования кризиса.
Могут проявиться симптомы повышенной активности щитовидной железы, такие как потеря веса, учащённое сердцебиение, тремор и потливость; но в половине случаев эти симптомы отсутствуют. Наиболее распространённый тип гипертиреоза, болезнь Грейвса, может дополнительно вызывать проблемы со зрением (офтальмопатия Грейвса) и изменения кожи ног (претибиальная микседема). Заболевания щитовидной железы также могут вызывать мышечную слабость в виде тиреотоксической миопатии, которая имеет тенденцию быть постоянной, а не эпизодической.

## Причины

### Генетика
Генетические мутации в α1-субъединице кальциевого канала L-типа (Cav1.1) были выявлены у людей с ТПП из южного Китая. Мутации расположены в другой части гена, чем те, которые описаны в родственном состоянии семейного периодического паралича. При ТПП мутации представляют собой однонуклеотидные полиморфизмы, расположенные в элементе отклика гормона, реагирующем на гормоны щитовидной железы, подразумевая, что транскрипция гена и продукция ионных каналов могут быть изменены повышенными уровнями гормонов щитовидной железы. Кроме того, сообщалось о мутациях в генах, кодирующих калиевый потенциалзависимый канал Kv3.4 и субъединицу альфа белка натриевых каналов 4 типа (Na41.4).
У 33 % людей с ТПП из различных популяций есть мутации в KCNJ18, гене, кодирующем Kir2.6, ионно-калиевый канал внутреннего выпрямления. Этот ген также содержит элемент отлика щитовидной железы.
Некоторые формы человеческого лейкоцитарного антигена (HLA), особенно B46, DR9, DQB1*0303, A2, Bw22, AW19, B17 и DRW8, чаще встречаются при ТПП. Связывание с определёнными формами HLA, которые играют центральную роль в иммунном ответе, может указывать на причину иммунной системы, но неясно, вызывает ли это непосредственно ТПП или повышает восприимчивость к болезни Грейвса, известному аутоиммунному заболеванию.

### Заболевание щитовидной железы
Наиболее распространённой формой заболевания щитовидной железы, связанной с ТПП, является болезнь Грейвса, из-за аутоиммунной реакции, которая приводит к перепроизводству гормонов щитовидной железы. ТПП также был обнаружен у людей с иными проблемами щитовидной железы: тиреоидит, токсическая аденома щитовидной железы, аденома щитовидной железы, ТТГ-продуцирующая аденома гипофиза, чрезмерное потребление тироксина или йода и гипертиреоз, индуцированный амиодароном.

## Механизм

Na^{+}/K^{+}-АТФ-аза поддерживает постоянный градиент концентрации натрия/калия между внутриклеточной и внеклеточной средой, используя АТФ в качестве источника энергии

Мышечная слабость и повышенный риск нерегулярного сердечного ритма при ТПП являются результатом заметного снижения уровня калия в кровотоке. На самом деле, калий не выводится из организма, но повышенная активность Na+/K+-АТФ-азы (фермента, который перемещает калий в клетки и удерживает натрий в крови) приводит к перемещению калия в ткани и нарушению кровообращения. При других формах калиевого расстройства обычно нарушается кислотно-щелочной баланс, часто присутствуют метаболический алкалоз и метаболический ацидоз. При ТПП эти нарушения, как правило, отсутствуют. Гипокалиемия приводит к гиперполяризации мышечных клеток, что делает нервно-мышечное соединение менее чувствительным к нормальным нервным импульсам и приводит к снижению сократительной способности мышц.
Точно неизвестно, каким образом описанные генетические дефекты усиливают активность Na+/K+-АТФ-азы. Вероятно, фермент становится более активным из-за увеличения концентрации тиреоидных гормонов в плазме. Гипертиреоз увеличивает уровень катехоламинов (например, адреналина) в крови, усиливая активность Na+/K+-АТФ-азы. Затем активность фермента дополнительно увеличивается по другим причинам. Например, увеличение потребления углеводов приводит к повышению уровня инсулина; известно, что это активирует Na+/K+-АТФ-азу. После устранения причины активность фермента возвращается к нормальному уровню. Было высказано предположение, что мужские гормоны повышают активность Na+/K+-АТФ-азы. Это объясняет, почему мужчины подвержены более высокому риску ТПП, несмотря на то, что заболевания щитовидной железы чаще встречаются у женщин.
ТПП считается моделью для других родственных заболеваний, известных как «каналопатии», которые связаны с мутациями в ионных каналах. Большинство этих заболеваний возникает эпизодически.

## Диагностика
Гипокалиемия часто встречается во время приступов с концентрацией калия обычно ниже 3,0 ммоль/л. Уровни магния и фосфатов часто понижены. Уровни креатинкиназы (КФК) повышены в {\displaystyle 2/3} случаев, обычно из-за определённой степени мышечного повреждения. Критические подъёмы, указывающие на рабдомиолиз (тяжёлое разрушение мышечной ткани), встречаются редко.
Электрокардиография (ЭКГ) может показать тахикардию (учащённое сердцебиение) из-за заболевания щитовидной железы, аномалии из-за сердечной аритмии (мерцательная аритмия, желудочковая тахикардия) и изменения проводимости, связанные с гипокалиемией (зубцы U, расширение комплекса QRS, удлинение интервала QT и уплощение зубца T). Электромиография (ЭМГ) показывает изменения, подобные тем, что встречаются при миопатиях (заболеваниях мышц), со сниженной амплитудой мышечных потенциалов действия; эти признаки исчезают после начала лечения.
ТПП отличают от других форм периодических параличей (особенно гипокалиемических периодических параличей) с помощью функциональных тестов щитовидной железы. Они нормальные для других форм, тогда как при тиреотоксикозе уровни тироксина и трийодтиронина повышены, что приводит к подавлению продукции ТТГ гипофизом. Обычно проводится множество других исследований, чтобы выявить различные причины гипертиреоза.

## Лечение

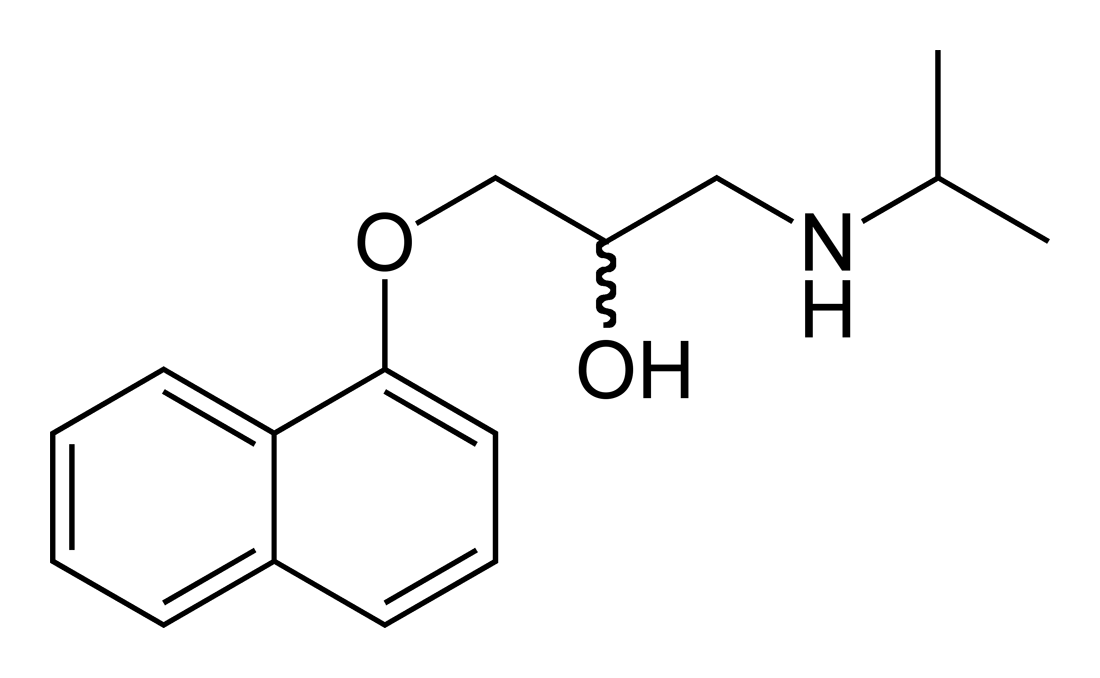
Неселективный бета-блокатор пропранолол может быстро снять симптомы гипертиреоза, включая приступы ТПП

Во время острой фазы приступа введение калия обычно быстро устраняет мышечную слабость и предотвращает осложнения. Тем не менее, рекомендуется соблюдать осторожность, поскольку общее количество калия в организме не снижается, и уровень калия может выйти за пределы («рикошетная гиперкалиемия»). Перед началом другого лечения рекомендуются медленные инфузии хлорида калия.
Эффекты избытка гормонов щитовидной железы обычно положительно реагируют на введение неселективных бета-блокаторов, таких как пропранолол (поскольку большинство симптомов обусловлено повышенным уровнем адреналина и его влиянием на β-адренорецепторы). Дальнейшие приступы можно предотвратить, избегая известных провоцирующих факторов, таких как чрезмерное потребление соли или углеводов, до тех пор, пока не будет проведено надлежащее лечение заболевания щитовидной железы.
Лечение заболеваний щитовидной железы обычно приводит к разрешению приступов паралича. В зависимости от характера заболевания лечение может состоять из приёма тиреостатиков (лекарств, стабилизирующих выработку гормонов щитовидной железы), радиойода или иногда тиреоидэктомии (хирургическое вмешательство).

## Эпидемиология
ТПП встречается преимущественно у мужчин китайского, японского, вьетнамского, филиппинского, корейского происхождения, а также у тайцев. Люди с другим генетическим происхождением болеют им гораздо реже. 1,8—1,9 % китайцев и японцев с гипертиреозом испытывают ТПП. Данные значительно отличаются от Северной Америки, где исследования показали уровень 0,1—0,2 %. Коренные американцы, имеющие общий генетический фон с выходцами из Восточной Азии, также подвержены повышенному риску.
ТПП, как правило, проявляется в возрасте от 20 до 40 лет. Страдают им преимущественно мужчины, причём частота показателей у мужчин в 17—70 раз выше, чем у женщин, несмотря на то, что гиперактивность щитовидной железы намного чаще встречается у женщин.

## История

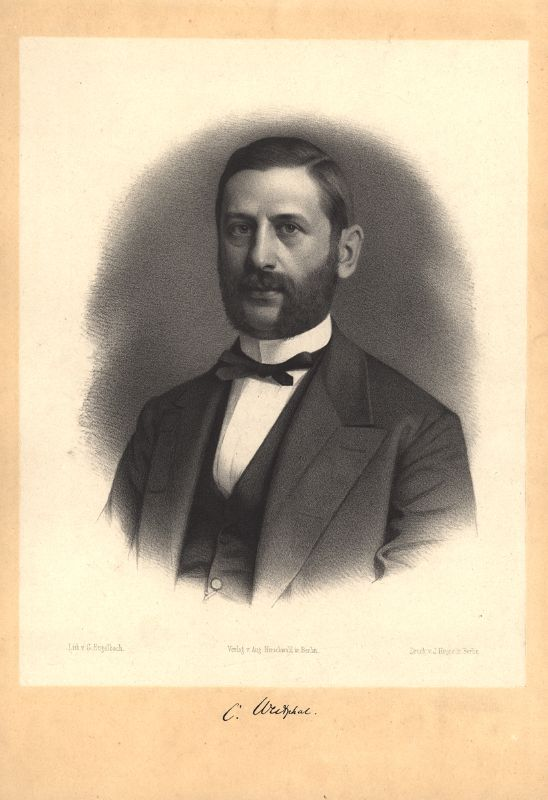
Карл Фридрих Отто Вестфаль

После нескольких сообщений о случаях заболеваний между XVIII и XIX веками немецкий невролог Карл Фридрих Отто Вестфаль (1833—1890) впервые использовал термин «периодический паралич» (нем. Periodische Lähmung) и полностью описал болезнь в 1885 году.
В 1926 году Шиносаки Тетсусиро, японский врач Императорского университета Кюсю, наблюдал высокий уровень заболеваний щитовидной железы среди японцев, страдающих от периодических приступов паралича.
Первый англоязычный отчёт в 1931 году был подготовлен Данлэпом и Кеплером, врачами клиники Мейо; они описали состояние пациента с признаками болезни Грейвса.
В 1937 году ТПП был связан с гипокалиемией, которая реагировала на лечение, сочетающее глюкозу и инсулин — лечение, обычно усугубляющее гипокалиемию. Это явление использовалось в качестве диагностического теста.
В 1974 году было обнаружено, что пропранолол может предотвращать приступы.
Понятие каналопатии и связь со специфическими мутациями ионных каналов возникло в конце XX века.